# Florence County, South Carolina
Florence County är ett administrativt område i delstaten South Carolina, USA. År 2010 hade countyt  136 885 invånare. Den administrativa huvudorten (county seat) är Florence. 

## Geografi
Enligt United States Census Bureau så har countyt en total area på 2 082 km². 2 072 km² av den arean är land och 10 km² är vatten. 

### Angränsande countyn
- Marlboro County, South Carolina - nord
- Dillon County, South Carolina - nordöst
- Marion County, South Carolina - öst
- Williamsburg County, South Carolina - syd
- Sumter County, South Carolina - sydväst
- Clarendon County, South Carolina - sydväst
- Lee County, South Carolina - väst
- Darlington County, South Carolina - nordväst